# Locris apicalis
Locris apicalis är en insektsart som beskrevs av Henri Schouteden 1901. Locris apicalis ingår i släktet Locris och familjen spottstritar. Inga underarter finns listade i Catalogue of Life.